# Гетьманчук Юрій Петрович
Ю́рій Петро́вич Гетьманчу́к (нар. 31 серпня 1935, Київ) — хімік, доктор хімічних наук, професор.

## Біографічні відомості
Народився у Києві. У 1957 році закінчив хімічний факультет Київського державного університету за спеціальністю органічна хімія. Працював інженером в Інституті органічної хімії АН УРСР та Інституті хімії мономерів та полімерів АН УРСР (м. Київ).
У 1960 році поступив до аспірантури Інституту високомолекулярних сполук АН СРСР (м. Ленінград).
З 1964 року — молодший науковий, а з 1967 — старший науковий співробітник Інституту хімії високомолекулярних сполук АН УРСР.
У 1965 році захистив кандидатську дисертацію «Синтез та полімеризація a-алкілзаміщених акролеінів» за спеціальністю 02.00.06 — хімія високомолекулярних сполук.
З 1969 року — старший викладач, з 1973 — доцент, а з 1988 — професор кафедри хімії високомолекулярних сполук Київського університету імені Тараса Шевченка.
У 1986 році захистив докторську дисертацію «Гетероланцюгові олігомерні діелектрики та фотонапівпровідники» за спеціальністю 02.00.06 — хімія високомолекулярних сполук.

## Наукові інтереси
Основний науковий напрямок — синтез олігомерних фотонапівпровідників та твердих електролітів. У 1972 році вперше одержав найпоширеніший у наш час олігомерний фотонапівпровідник — олігогліцидилкарбазол, що промислово випускається під назвою ПЕПК. Йому належить також розробка і впровадження найефективніших в наш час олігомерів для запису голограм — олігокарбазолілсилоксанів відомих під назвами КСПО та ПКС. Ним вперше показано, що високоефективні фотонапівпровідники можуть бути не лише похідними карбазолу, але і антрацену, флуорену, фенатрену та нафталіну. На початку 90-х років ним уперше почалася розробка олігомерних електролітів для хімічних джерел струму.

## Праці
За науковими розробками опубліковано понад 200 наукових праць, серед них 76 винаходів.

## Навчальна діяльність
Велику увагу приділяє навчальній та навчально-методичній роботі. Протягом 20 останніх років він читає загальний курс «Хімія високомолекулярних сполук» та декілька оригінальних спецкурсів. Написав десятки методичних вказівок та програм для семінарських занять та практикумів. Багаторічний педагогічний та науковий досвід дозволив професору написати перший в Україні підручник для університетів та хімічних вузів — «Полімерна хімія» у трьох частинах: «Радикальна полімеризація» (1999 р.), «Йонна полімеризація» (2001 р.), «Поліконденсація» (2002 р.).

## Відзнаки і нагороди
- Лауреат Державної премії України в галузі науки і техніки (разом ще з дев'ятьма вченими — Указ Президента України від 11 грудня 1996) — за цикл наукових праць «Наукові основи створення фоточутливих олігомерних матеріалів і методів реєстрації оптичної інформації та їх використання у наукоємних технологіях».
- Премія НАНУ імені А. І. Кіприанова (2002).